# Skate.
Het videospel skate. is een skateboardgame. Het spel onderscheidt zich van voorgaande skateboardcomputerspelen door zijn realistische aanpak en de innovatieve besturing. Er zijn geen stages aanwezig. Het spel speelt zich af in de fictieve stad San Vanelona.

## Gameplay
Nieuw is dat vele factoren de trucs kunnen beïnvloeden. Bijvoorbeeld, als men een grind van een handleuning doet heeft de hoek waarop het obstakel nadert invloed op hoe de truc eruit zal zien. Ook worden alle trucs opgeslagen, zodat ze later vanuit allerlei verschillende hoeken teruggekeken kunnen worden.

## Besturing

### Innovatieve besturing
Een van de belangrijkste vernieuwingen aan skate. is de manier waarop de speler zijn skater bestuurt. De meeste computerspelletjes binnen het genre maken gebruik van de knoppen om bepaalde tricks uit te voeren. Bij skate. moet er gebruik worden maken van de twee "thumbsticks" op de controller om een trick uit te voeren en tot een goed einde te brengen. Deze manier van besturing werd door de ontwikkelaars gedoopt tot het "flick-it-systeem".

### Flick-it
De naam "flick-it" werd gegeven aan de vernieuwende besturing omdat de speler de thumbstick snel heen en weer moet bewegen om op die manier een trick uit te voeren. De naam is afkomstig van het Engelse werkwoord "to flick", wat snel heen en weer bewegen betekent.

## Speelwereld
Het spel speelt zich af in en rondom de fictieve stad San Vanelona. De stad is verdeeld in vier wijken met elk zijn eigen kenmerkende elementen. De stad is gigantisch, een rit van de ene kant naar de andere kant duurt maar liefst 10 minuten.

### The Suburbs
De buitenwijken van San Vanelona worden vooral bewoond door de rijkere klasse. Hier bevinden zich grote villa's en lege zwembaden, die zich lenen voor skatebowl. Daarnaast omvat deze omgeving enkele scholen.

### The Res
Deze omgeving wordt vooral gekenmerkt door de vele heuvels en steile banen. De grootste winkel van San Vanelona, Regs, bevindt zich ook in deze buurt.

### Downtown
Wolkenkrabbers en druk verkeer zijn typische elementen van de binnenstad. Deze omgeving is uitermate geschikt voor skaters die zich graag bezighouden met grinden en sliden.

### Old Town
Het historisch gedeelte van San Vanelona biedt, net zoals The Res, heel wat mogelijkheden om snelheid te halen.

## Skaters
- Chris Cole
- Danny Way
- Rob Dyrdek / Christopher "Big Black" Boykin
- PJ Ladd
- Colin Mckay
- Mike Carroll
- Chris Haslam
- Jason Dill
- Ali Boulala
- Ryan Gallant
- Jerry Hsu
- Pat Duffy
- Paul Rodriguez jr.
- John Rattray
- Dennis Busenitz
- Mark Gonzales

## Soundtrack
| - Agent Orange – "No Such Thing" - Airborne – "Let's Ride" - Bad Brains – "I Against I" - Band of Horses – "The Funeral" - Beat Beat Beat – "Sinking Slow" - Black Flag – "Six Pack" - Booker T. & the M.G.'s – "Green Onions" - Challenger – "Input the Output" - Cheap Trick – "Surrender" - Children of Bodom – "Hate Crew Deathroll" - David Bowie – "Queen Bitch" - Dead Prez – "Hip Hop" - Devo – "Gut Feeling/Slap Your Mammy" - The Doors – "Roadhouse blues" - Eddie Rap Life – "Push Your Wood" - Eric B. & Rakim – "Juice (Know the Ledge)" - Escalera – "Go It Alone" - Filthy Thievin' Bastards – "Lords of the Avenues" - Gang Starr – "Now You're Mine" - H.I.T – "Drama" - Mac Dre – "Since 84'" - Mac Mall – "Perfect Poison" - Motörhead – "We Are Motörhead" - Nirvana – "Lounge Act" | - N.W.A – "Express Yourself" - Renee Renee – "Stand Up Talk Easy" - Rick James – "Give It to Me Baby" - Rick Ross – "Hustlin'" - River City Tanlines – "Black Knight" - S.T.R.E.E.T.S – "Georgia St." - Sicker Than Others – "Face Away" - Sister Nancy – "Bam Bam" - Slayer – "Raining Blood" - The Berzerker – "No One Wins" - The Briefs – "Poor and Weird" - The Coup – "Ride the Fence" - The Dwarves – "Massacre" - The Exploding Hearts – "Your Shadow" - The Falcon – "Blackout" - The Mag Seven – "Dick Cemetery" - The Ramones – "Psycho Therapy" - The Returnables – "Teenage Imposters" - The Sex Pistols – "Pretty Vacant 2007" - The Stars Misplaced – "Prophets and Kings" - The White Stripes – "Girl, You Have No Faith In Medicine" - Trouble Andrew – "Chase Money" - Valient Thorr – "Man Behind the Curtain" - ZZ Top – "Just Got Paid" |

## Ontvangst
| Beoordeeld door                | Platform      | Datum             | Score |
| ------------------------------ | ------------- | ----------------- | ----- |
| GameSpy                        | Xbox 360      | 17 september 2007 | 100%  |
| The Review Busters             | PlayStation 3 | 2007              | 92%   |
| AusGamers                      | PlayStation 3 | 17 oktober 2007   | 90%   |
| Xboxdynasty (XD)               | Xbox 360      | 27 september 2007 | 90%   |
| UOL Jogos                      | PlayStation 3 | 19 oktober 2007   | 90%   |
| V2.fi                          | Xbox 360      | 12 november 2007  | 89%   |
| Kombo.com                      | PlayStation 3 | 20 september 2007 | 85%   |
| Play.tm                        | Xbox 360      | 6 november 2007   | 85%   |
| Digital Spy                    | Xbox 360      | 28 september 2007 | 80%   |
| Adrenaline Vault, The (AVault) | Xbox 360      | 25 november 2007  | 70%   |